# Siri Worm
Siri Worm (1992. április 20. –) holland női válogatott labdarúgó. A Tottenham Hotspur védője.

## Pályafutása

### Klubcsapatokban
Hétéves korában már a doetinchemi DZC '68 szakosztályánál nevelkedett. Innen tért át 2007-től a FC Twente akadémiájára. Első pár szezonjában általában tartalékként és a 2012-2013-as szezonra sikerült alapemberré válnia Vörösöknél.
2017 júliusában csapattársával Marthe Munstermannal együtt távozott az Evertonhoz.
A Tottenham Hotspur első osztályba jutását követően szerződött a londoni csapathoz.

### A válogatottban
Az U19-es válogatott csapatkapitányaként vett részt a 2010-es és a 2011-es korosztályos Európa-bajnokságon.

## Sikerei

### Klubcsapatokban
Belga-Holland bajnok (2):
- FC Twente (2): 2012–13, 2013–14

 Belga-Holland bajnoki ezüstérmes (1):
- FC Twente (1): 2014–15

 Belga-Holland szuperkupa döntős (1):
- FC Twente (1): 2011

 Holland bajnok (5):
- FC Twente (5): 2010–11, 2012–13*, 2013–14*, 2014–15*, 2015–16[4]

 Holland kupagyőztes (2):
- FC Twente (2): 2007–08, 2014–15

### A válogatottban
Hollandia
- Algarve-kupa győztes: 2018